# Norix crassus
Norix crassus is een keversoort uit de familie somberkevers (Zopheridae). De wetenschappelijke naam van de soort werd in 1893 gepubliceerd door Thomas Broun.